# ピアラ (企業)
株式会社ピアラ（英: PIALA INC.）は、東京都渋谷区恵比寿に本社を構えるマーケティング会社。大阪市中央区に大阪営業所、福岡市中央区に福岡営業所を持つ。
「ECマーケティングテック事業」や「広告・マーケティング事業」を中心に、「インバウンド事業」「メディア事業」なども手がける。

## 沿革
- 2004年3月 - 広告代理事業やプロダクション事業を手がける会社として、東京都港区東麻布に有限会社ピアラを設立
- 2007年9月 - RESULT＋（リザルトプラス）という名称のクローズ型アフィリエイトASPサービスを提供開始
- 2009年6月 - 大阪市中央区に大阪営業所を設置
- 2010年3月 - 本社を恵比寿ガーデンプレイスタワーに移転
- 2014年5月 - BeMattchという名称の接客ソリューションサービスを提供開始
- 2015年3月 - 福岡市中央区に福岡支社を開設
- 2016年11月 - Gibbonsという名称のSNS上でeコマースを始められるチャットコマースシステムを提供開始
- 2018年12月 - 東京証券取引所マザーズへ新規上場
- 2020年7月 - 東京証券取引所市場第一部へ市場を変更
- 2021年5月 - PIALA電子書籍のメディアを配信開始
- 2021年5月 - MOTEHADAの事業譲受[4]
- 2021年8月 - 株式会社エフ・コードに投資を実行[5]
- 2021年11月 - 株式会社ネクイノに投資を実行[6]
- 2023年6月 - 理想のおうちのメディアを配信開始
- 2023年7月 - PIALA仮想通貨のメディアを配信開始
- 2023年10月 - 東京証券取引所スタンダード市場へ市場変更

## 事業・サービス
創業から17年経つマーケティングカンパニー。主にビューティーヘルス領域や食品領域に特化しており、クライアントの成長を支えるマーケティングを実践。成果報酬型の「KPI保証プラン」があり、クライアントの課題解決に取り組む。
主に以下の3つの事業を行う。
1. ECマーケティングテック事業
2. 広告・マーケティング事業
3. インバウンド事業

代表的なサービスとしては「RESULT」「BeMattch」「Gibbons」などがある。

## 加盟団体
- 日本通信販売協会
- 東京商工会議所
- 新経済連盟